# Грисьо Максим Йосипович
Макси́м Йо́сипович Грисьо́ (нар. 14 травня 1996, Чишки, Пустомитівський район, Львівська область, Україна) — український футболіст, лівий вінгер.

## Життєпис

### Ранні роки
Футболом розпочав займатися в юнацькій команді рідного села Чишки, де його першим тренером був Роман Галун. Потім займався у школах «Руху» (Винники) та «Львова», де 2 роки тренувався під керівництвом Миколи Зайця, і вже звідти перейшов у ДЮСШ львівських «Карпат», де його наставником був Роман Гнатів. Із 2009 по 2013 рік провів у чемпіонаті ДЮФЛ 76 матчів, забивши 20 голів.

### Клубна кар'єра
24 липня 2013 року дебютував у юнацькій (U-19) команді «левів» у домашньому поєдинку з київським «Динамо». За молодіжну (U-21) команду дебютував 26 липня 2014 року у виїзному матчі проти ужгородської «Говерли». У складі команди U-19 двічі ставав бронзовим призером чемпіонату в сезонах 2013/14 та 2014/15.
23 липня 2016 року дебютував у Прем'єр-лізі у виїзній грі проти кам'янської «Сталі», вийшовши у стартовому складі. На початку другого тайму зустрічі навіть мав нагоду забити свій перший гол за основу, але тоді цього не сталося. Проте вже 7 серпня того ж року Грисьо таки забив свій перший м'яч за головну команду «зелено-білих» на 25-й хвилині виїзного матчу проти полтавської «Ворскли». Цей гол Максим присвятив своїй дівчині, із якою на той момент зустрічався вже два роки.
В серпні 2017 року став гравцем «Руху» з Винник, підписавши орендну угоду, де провів два сезони, після чого повернувся до «Карпат», за які так більше і не зіграв і 24 січня 2020 року за взаємною згодою контракт із львівським клубом був розірваний.
У другій половині сезону 2019/20 зіграв два матчі у чемпіонаті і один у плей-оф за збереження прописки за першолігову «Черкащину», втім команда таки вилетіла до Другої ліги, але сам гравець навпаки пішов на підвищення, у Прем'єр-лігу, ставши на початку вересня 2020 року гравцем «Львова».
У липні 2023 року став гравцем одеського «Чорноморця». В офіційних матчах у складі «Чорноморця» дебютував 12 серпня 2023 року у грі 3-го туру прем'єр-ліги чемпіонату України сезону 2023/24 між командами «Чорноморець» (Одеса) – «Оболонь» (Київ). 30 серпня 2023 року залишив одеський клуб.

### Збірна
Наприкінці серпня 2016 року був викликаний Олександром Головком до лав юнацької збірної України U-20 на навчально-тренувальний збір, а вже 5 вересня того ж року дебютував у її складі в товариському матчі з командою Естонії U-23. Наприкінці вересня 2016 року знову був викликаний до збірної U-20 і 6 жовтня взяв участь у товариському поєдинку з молодіжною збірною Польщі. На початку листопада того ж року вперше був викликаний до лав молодіжної збірної, але тренувався за індивідуальною програмою.

## Статистика
Статистичні дані наведено станом на 11 грудня 2016 року
| Клуб      | Ліга         | Сезон   | Чемпіонат | Чемпіонат | Кубок | Кубок | U-21 | U-21 |
| Клуб      | Ліга         | Сезон   | Ігри      | Голи      | Ігри  | Голи  | Ігри | Голи |
| --------- | ------------ | ------- | --------- | --------- | ----- | ----- | ---- | ---- |
| «Карпати» | Прем'єр-ліга | 2014/15 |           |           |       |       | 25   | 3    |
| «Карпати» | Прем'єр-ліга | 2015/16 |           |           |       |       | 22   | 3    |
| «Карпати» | Прем'єр-ліга | 2016/17 | 16        | 1         | 1     | 0     | 1    | 1    |

## Родина
Максим є далеким родичем функціонера Ярослава Грисьо.